# Maksymian (patriarcha Konstantynopola)
Maksymian (zm. 12 kwietnia 434) – arcybiskup Konstantynopola w latach 431–434.  

## Życiorys
Urząd arcybiskupa Konstantynopola sprawował od 25 października 431 r. do śmierci. Za swojego panowania starał się opanować zamieszanie jakie powstało po uchwałach soboru efeskiego z 431 r. 